# Импулс (филм)
„Импулс“ (на английски: Impulse) е американски трилър от 1990 година, в който полицайка работи под прикритие като проститутка по улиците на Лос Анджелис. Режисьор е Сондра Лок, а във филма участват Тереза Ръсел, Джеф Фейхи и Джордж Дзундза.

## Актьорски състав
- Тереза Ръсел – Лоти Мейсън
- Джеф Фейхи – Стан Харис
- Джордж Дзундза – Лейтенант Джо Морган
- Алън Росенбърг – Чарли Кец

## В България
В България филмът е издаден от VHS от Брайт Айдиас през август 1993 г. с български войсоувър дублаж в превод на Жечка Георгиева.